# 4046 Swain
4046 Swain è un asteroide della fascia principale. Scoperto nel 1953, presenta un'orbita caratterizzata da un semiasse maggiore pari a 2,6344913 UA e da un'eccentricità di 0,0678270, inclinata di 7,84810° rispetto all'eclittica.